# Crypteria (Crypteria) luteipennis
Crypteria (Crypteria) luteipennis is een tweevleugelige uit de familie steltmuggen (Limoniidae). De soort komt voor in het Palearctisch gebied.